# Бибиков, Иван Иванович (революционер)
Иван Иванович Бибиков (подпольные клички — Клещ, Дмитрий Иванович, 13 января 1882— 25 января 1934) — русский революционер, член РСДРП.

## Биография
Родился в 1882 году в семье бывшего губернского секретаря (до 1863) помещика села Успенского (и Кобыленки тож) Богородского уезда Тульской губернии Ивана Николаевича Бибикова (1829—1896) и Натальи Ивановны урождённой Быковой (1843—до 1886).
В 1901 году был исключен из Московского университета за участие в студенческих беспорядках.
В 1902 году уехал за границу.
Осенью 1903 года вступил в РСДРП, примкнул к большевикам, работал в Берлинской группе содействия партии.
В январе 1904 года вернулся в Россию. Работал в Москве при агентах ЦК Н. Баумане и Б. Кнунянце.
В феврале 1904 года был послан в Орёл, где заведовал партийным транспортом в Центральной России.
В конце лета 1904 года командирован в Баку, где работал в бакинской типографии ЦК.
Летом 1905 года на два месяца уезжал за границу.
По возвращении в Россию в августе 1905 года принял деятельное участие в работе Петербургской организации. Входил вместе с Дорошенко, Красиковым, Розенберг-Эссен в Петербургский комитет партии, был организатором в Выборгском районе.
3 декабря 1905 года при разгроме Совета рабочих депутатов был арестован.
До февраля 1906 года находился в заключении. После освобождения — снова на партийной работе, в Петербургском комитете — организатором ремесленного района.
После непродолжительного пребывания на свободе вновь был арестован на собрании района на Загородном проспекте. Просидев недолго в тюрьме, снова приступил к работе в составе ПК, но через несколько дней, 23 июля 1906 года, был арестован на собрании ПК в Удельной вместе с Постоловским и Голощекиным. В марте 1907 года присужден к полутора годам крепости (с зачетом предварительного заключения), которые и отбыл с конца 1907 года по 1908 год.
В 1908 году, сдав экзамен экстерном, вступил в адвокатуру, от партии отошёл.

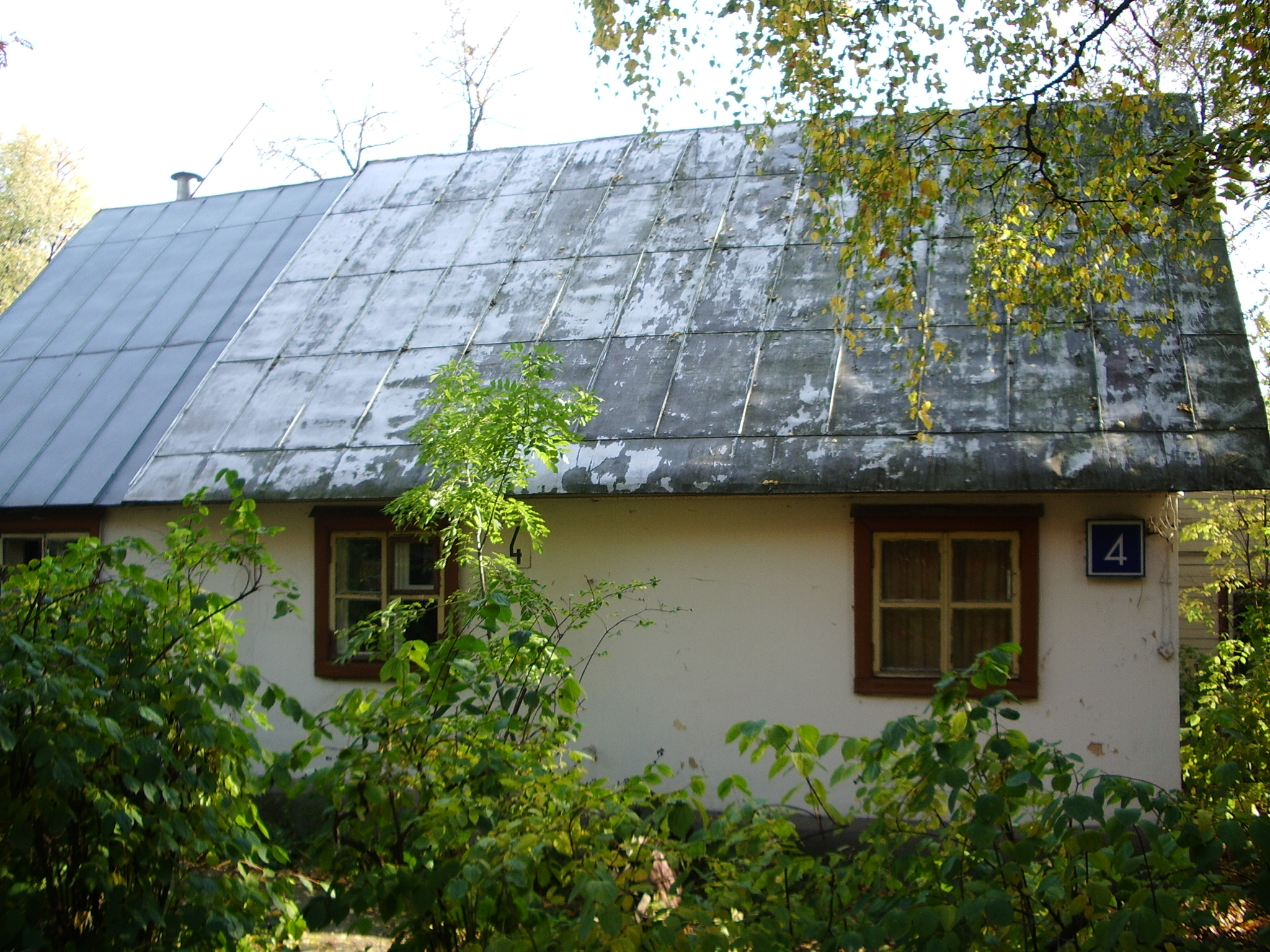
Дом Ивана Бибикова в посёлке «Сокол»

После Октябрьской революции работал в разных учреждениях в качестве юрисконсульта, последние годы — в трестах ВСНХ.
Жил в Москве в посёлке «Сокол». Умер в 1934 году.
Похоронен на Соколском кладбище, перезахоронен в Лианозово.

## Семья
- Первая жена — Цецилия Львовна Сливко (?—1945), врач[1]. 
  - Дочь — Татьяна (5.04.1907—1987?)[1]
  - Дочь — Валентина (5.03.1910—?)[1]
- Вторая жена — Анна Михайловна Палицина ( ок. 1890—1918), в первом браке замужем за Донченко[1].
  - Сын — Дмитрий (1916—1997), д.б.н., зоолог[1],
- Третья жена — Капитолина Михайловна Ларецкая ( около 1905 — около 1944).[1].
- Сестра — Ольга (1869—1945), замужем за Антоном Владиславовичем Зарембой, одним из редакторов "Русских ведомостей"[1].
- Сестра — Надежда (1871—1923), земский врач[1].
- Сестра — Вера (1872—1948), замужем за врачом Виктором Викторовичем Гиршем[1],
- Сестра — Любовь (1873—1878), старшая[1].
- Брат — Николай (1875—1919)[1]
- Брат — Евгений (1877—1898), студент Казанского университета, застрелился[1].
- Сестра — Наталья
- Сестра — Елизавета (1880—?), замужем за Хабаровским[1].
- Сестра — Любовь, младшая, скончалась 11/2 лет отроду[1].